# Smrdáky
Smrdáky (ungarisch Büdöskő – bis 1900 Szmrdák) ist ein Kurort in der Westslowakei, welcher im Záhorietiefland am Fuße der Weißen Karpaten etwa 7 km von Senica und 80 km von Bratislava entfernt liegt.

## Geschichte des Heilbads
Die Mineralquellen des Heilbads wurden, einer Volkssage nach, vor langer Zeit von einem Hirten entdeckt, dessen schmerzende Beine durch das Baden in dem ungewöhnlich riechenden Wasser geheilt wurden. Diesen stark riechenden Mineralquellen verdankt der Ort, der ursprünglich Nová Ves hieß, seinen heutigen Namen. So wurden die Bauern aus Nová Ves auf den Jahrmärkten in den benachbarten Städten höhnisch „Smrdáci“ (Stinker) genannt. Die Gemeinde wurde 1436 zum ersten Mal als Zmrdec und der Kurort 1617 erwähnt.
Die Heilwirkung sprach sich natürlich sehr schnell herum, so dass die Mineralquellen später (seit 1740) zu Therapiezwecken genutzt wurden. In den Jahren 1832–1883 ließ der stellvertretende Verwalter von Nitra das erste Kurhaus erbauen. Außerdem ließ er für seine Familie und wichtige Gäste ein imposantes Schloss, das zum Symbol des Heilbades wurde, erbauen. Später entstand ein großer Kurpark und weitere Mineralquellen wurden erschlossen.

## Bevölkerung
| Jahr                | 1994 | 2004    | 2014     | 2024     |
| ------------------- | ---- | ------- | -------- | -------- |
| Anzahl der Personen | 640  | 603     | 695      | 559      |
| Unterschied         |      | −5,78 % | +15,25 % | −19,56 % |

| Jahr                | 2023 | 2024    |
| ------------------- | ---- | ------- |
| Anzahl der Personen | 562  | 559     |
| Unterschied         |      | −0,53 % |

## Heilquellen und Indikationen
Natürliche Heilquelle ist das schwefelwasserstoffhaltige Mineralwasser mit hohem Gehalt an therapeutisch wirksamen Schwefelwasserstoff (680 mg/l), das zu den höchstkonzentrierten Schwefelwässern in Europa zählt. Der Schwefelschlamm entsteht beim Durchfließen des schwefelwasserstoffhaltigen Mineralwassers durch Löß. Diese hochwirksamen, schwefelhaltigen Peloide werden in Form von Packungen für die Wirbelsäule und Gelenke zu therapeutischen Zwecken verwendet.
Der Kurort ist bekannt für erfolgreiche Behandlungen von Hauterkrankungen wie Schuppenflechten, Neurodermitis, Chronische Ekzeme und Dermatitis, sowie Erkrankungen des Bewegungsapparates wie Rheumatoide Arthritis, Psoriatische Arthritis und Vertebropatie.

## Heilverfahren
Die therapeutischen Behandlungen finden in Form von schwefelhaltigen 

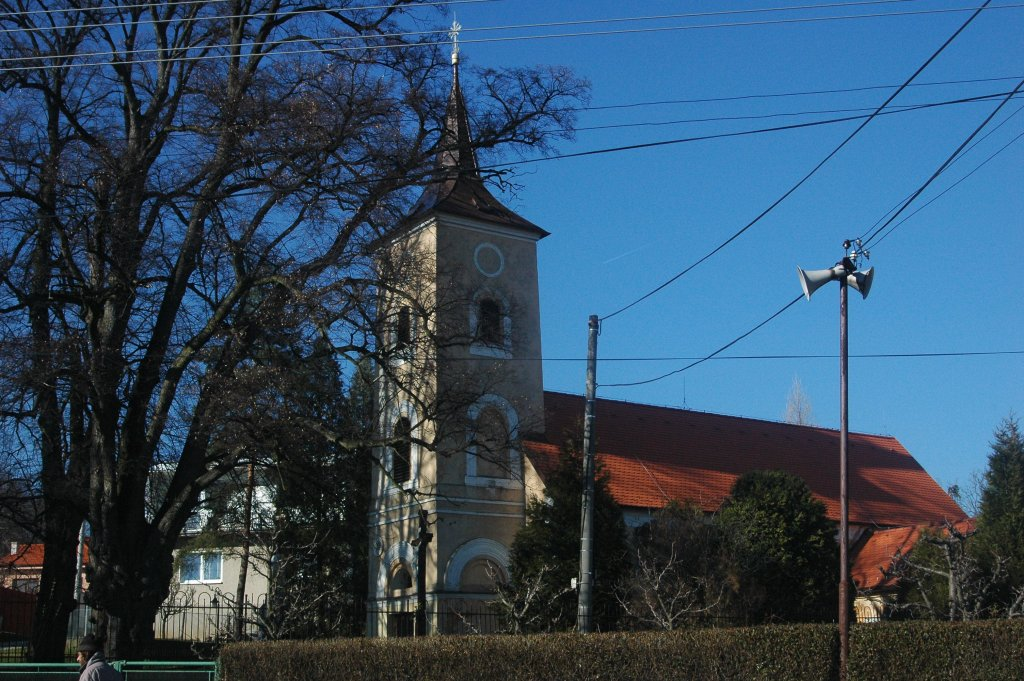
Kirche im Ort

 Schlammpackungen und Wannenbädern in Mineralwasser statt. Dabei wird der Schwefelwasserstoffgehalt dem Charakter und der Dynamik des Krankheitsprozesses angepasst. Der Schwefelwasserstoff wird von der Haut aufgenommen und gelangt so in den Organismus. Um den Therapieeffekt zu optimieren, werden aber u. a. auch Fototherapie und Elektrotherapie angewendet.
Folgende konkrete Anwendungen werden in den Kurhäusern angeboten:
- Mineral-, Perl-, Wirbelbäder
- Schlamm- und Paraffinpackungen
- Kryotherapie für die Haut
- Lymphmassagen
- klassische und Reflexmassagen, Entspannungs- und Erfrischungsmassagen
- Unterwassermassagen
- Elektro-, Magnetfeld- und Fototherapie
- UV-Solux, Höhensonne
- individuelle und Gruppentherapie